# Clase Iván Gren
Iván Gren o Proyecto 11711 es una clase de buque de asalto anfibio que está siendo construido para la Armada de Rusia.
El primer barco fue construido en el astillero de Yantar en Kaliningrado. El primer barco de la clase fue puesto en grada el 23 de diciembre de 2004. El casco del Iván Gren fue completado para fines de noviembre de 2010. El 9 de octubre de 2010 se firmó un contrato para aumentar el trabajo en el barco. El barco fue botado el 18 de mayo de 2012 y fue programado para ser entregado a la armada rusa en 2014. La entrega del Iván Gren fue retrasado hasta que 2015 mientras el segundo barco Petr Morgunov de la clase empezó a construirse en octubre de 2014.

## Características

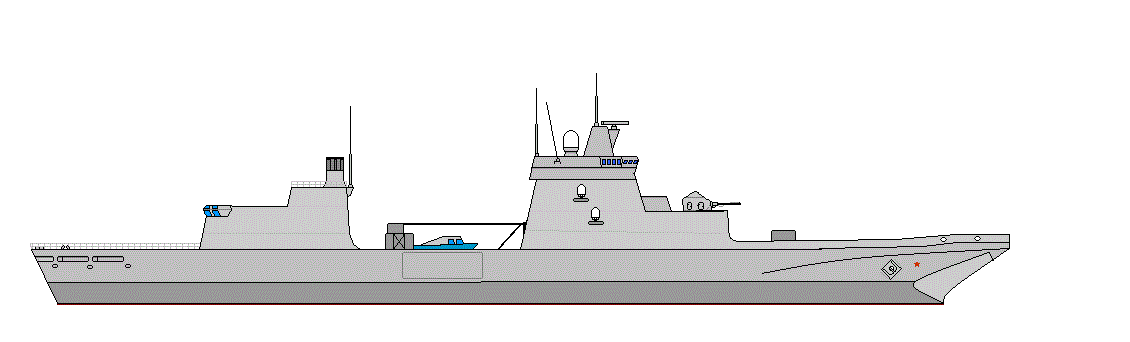
Perfil de un buque de la clase Iván Gren.

Los buques de la clase Iván Gren se basan en sus antecesores, los buques de desembarco de la Clase Tapír, no obstante la Clase Iván Gren fue totalmente rediseñada y es poco parecida externamente a sus predecesores, se tomaron acciones para modificar la sección transversal de los barcos con el propósito de volverlo más sigiloso ante los radares; sin embargo, aún con todas estas medidas estos barcos no están diseñados para el sigilo. Para realizar asaltos sobre la playa, utilizan las puertas de proa con rampa interna para desembarcar vehículos. Así mismo cuentan con una rampa en la popa la cual es usada por lanchas de desembarco  rápidas, de las cuales son capaces de transportar un máximo de 3, los buques Clase Iván Gren pueden embarcar dos helicópteros Ka-29 en su cubierta y hangar. Esta clase de buques de transporte militar está propulsado por dos motores diésel, que desarrollan 5 000 hp cada uno. La potencia se entrega a dos ejes. El alcance máximo es de 6 480 km (3 500 millas náuticas) a 30 km / h (16 nudos). La autonomía en mar sin reabastecimiento es de 30 días.
Los barcos están armados con 3 CIWS Ak-630 de 30mm y 2 ametralladoras de 14.5mm, estas armas de carácter defensivo pueden usarse contra objetivos tanto aéreos como misiles antibuques cercanos u otras aeronaves, así como contra objetivos costeros como búnkeres y fortificaciones que serían atacadas previo a un desembarco. Los buques pueden transportar hasta 13 tanques con un peso máximo de 60tn, o 36 vehículos de combate de infantería, alternativamente también es capaz de transportar a 300 infantes de marina. 
| Nombre            | Astillero                         | Puesta de quilla        | Botadura           | En servicio             | Estado                              |
| ----------------- | --------------------------------- | ----------------------- | ------------------ | ----------------------- | ----------------------------------- |
| Iván Gren         | Astillero de Yantar, Kaliningrado | 23 de diciembre de 2004 | 18 de mayo de 2012 | 20 de junio de 2018     | En servicio con la Flota del Norte. |
| Piotr Morgunov    | Astillero de Yantar, Kaliningrado | 11 de junio de 2015     | 25 de mayo de 2018 | 23 de diciembre de 2020 | En servicio con la Flota del Norte. |
| Vladímir Andréyev | Astillero de Yantar, Kaliningrado | 23 de abril de 2019     | 30 de mayo de 2025 | 2025-2026               | Botado                              |
| Vasily Trushin    | Astillero de Yantar, Kaliningrado | 23 de abril de 2019     | 2022               | 2024                    | En construcción                     |